# Douglas XA-2
Douglas XA-2 − prototypowy samolot szturmowy, zmodyfikowany samolot obserwacyjny typu Douglas O-2, zaprojektowany w 1926 w zakładach Douglas Aircraft Company na zamówienie United States Army Air Corps (USAAC). XA-2 przegrał konkurs na standardowy samolot szturmowy USAAC z powstałym w tym samym czasie Curtissem XA-3 i nie rozpoczęto jego produkcji seryjnej poprzestając na jednym prototypie.

## Tło historyczne
W 1926 amerykańskie siły powietrzne United States Army Air Corps (przemianowane w tymże roku z United States Army Air Service) poprosiły dwóch amerykańskich producentów lotniczych, firmy Douglas Aircraft Company i Curtiss Aeroplane and Motor Company o zaprojektowania nowego samolotu mającego stać się standardowym samolotem szturmowym (bliskiego wspomagania) USAAC. Poprzednik USAAC jako samolotów szturmowych używał zaprojektowanych jeszcze w czasie I wojny światowej i przestarzałych już pod koniec lat 20. samolotów DH.4 oraz nieudanych Boeing GA-1 i GA-2. Nowe samoloty szturmowe zostały zamówione dzięki doświadczeniem z ciężkimi i grubo opancerzonych GA-1 i GA-2, w raporcie Air Intelligence Report z 1925 w rozdziale „Ground Attack Aviation” napisano, że „eksperyment jakim były opancerzone, ciężko uzbrojone maszyny typu GA nie powiódł się” i uznano, że lepszymi samolotami szturmowymi (bliskiego wsparcia) będą lżejsze i szybsze maszyny.
W 1924 Departament Wojny zarządził testy porównawcze używanych jeszcze wówczas DH.4 z nowym wówczas samolotem obserwacyjnym Douglas XO-2. Po testach Douglas otrzymał zamówienie najpierw na 45 samolotów tego typu, a rok później na następnych 30. W marcu 1926 na polecenia Armii, czterdziesty szósty zbudowany egzemplarz (numer seryjny 25-380) został przebudowany na eksperymentalny samolot szturmowy.
Nowe samoloty szturmowe otrzymały oznaczenie „A” (od attack) i numerację rozpoczynającą się od „2”, oznaczenie A-1 zostało pominięte, aby uniknąć pomylenia z samolotem ratownictwa medycznego typu Cox-Klemin A-1. Wcześniej istniał także samolot z oznaczeniem A-2 (zmodyfikowany Fokker T-2), ale został on już wcześniej wycofany ze służby.

## Opis konstrukcji
Douglas XA-2 był jednosilnikowym, dwumiejscowym dwupłatem o konstrukcji mieszanej, z otwartymi kabinami załogi i nieruchomym podwoziem z płozą ogonową
Szkielet kadłuba zrobiony był ze spawanych rur stalowych, a szkielet skrzydeł z drewna. Z wyjątkiem aluminiowych paneli w przedniej części kadłuba, samolot był kryty płótnem.
W porównaniu z jego pierwowzorem główne modyfikacje polegały na zmianie silnika i silniejszym uzbrojeniu samolotu. Duże chłodnice na wodę uważane były za zbytnio narażone na uszkodzenia i chłodzony cieczą silnik Liberty L-12 został zastąpiony chłodzonym powietrzem silnikiem Allison VG-1410 z dwupłatowym, drewnianym śmigłem typu Hamilton Standard. Z silnika zdjęto także dolną osłonę, aby zapewnić większy przepływ powietrza i przy tym jego lepsze chłodzenie. Uzbrojenie zostało wzmocnione do ośmiu karabinów maszynowych – sześciu nieruchomych, skierowanych w przód karabinów maszynowych Browning kalibru 7,62 mm (po dwa w osłonie silnika, górnym i dolnym płacie) oraz podwójnego Lewisa kalibru 7,62 mm obsługiwanego przez tylnego strzelca/obserwatora. Samolot mógł także przenosić do 100 funtów (45 kg) małych bomb pod dolnym płatem (według innego źródła do 200 funtów - 90 kg).
Samolot mierzył 39 stóp i osiem cali rozpiętości, 29 stóp i siedem cali długości i 11 stóp wysokości (12,09 x 9,02 x 3,4 m). Maksymalna masa startowa wynosiła 4985 funtów (2261 kg). Prędkość maksymalna wynosiła do 130 mil na godzinę (209 km/h), a prędkość przelotowa 100 mil na godzinę (161 km/h), zasięg wynosił do 400 mil (644 km).

## Historia
Samolot został zamówiony przez USAAC w marcu 1926 (pod koniec 1925 według innych źródeł) i ukończony w 1926. W 1927 XA-2 i XA-3 wzięły udział w testach USAAC i ostatecznie do produkcji seryjnej został wybrany samolot Curtissa.